# 郭彩兰
郭彩兰（马来文／英文：Kook Chaw Lan，1941年6月10日—1998年2月16日），馬來西亞林连玉精神奖第十三届得主。祖籍广东开平，马来西亚人，是該國华文教育工作者，曾任該國雪蘭莪州巴生中华独立中学及吉兰丹州中华独立中学的校长。

## 生平
诞生于马来西亚彭亨州文冬县金马苏新村，小学就读于文冬启文华小，1959年初中毕业于文冬启文中学。1962年，于吉隆坡坤成女子中学高中理科班毕业。1964年，在她极力争取下，家人勉为其难，俭衣节食资助她负笈台湾国立师范大学读物理系。1967年大学毕业后返马。时维60年代末，马国时局动荡，经济停滞，台湾文凭不受承认，留台生觅职不易。于是，郭氏于1968年至1970年间在馬來西亞彭亨州的地里望华小担任两年余的临教，复于1972年至1974年曾任新加坡永泰制衣厂实验师，后因其性格刚烈直率，不平则鸣，促使她1974年中离职，回乡担任文冬苏莱曼中学华文教师。1975年初，郭氏受聘于复兴中的巴生中华独中担任数理导师。在接下来的10年中，先后担任校长、署理校长、教务主任等职，见证了一所处于困顿中的华文独立中学，在逆境中典型的挣扎求存。
1985年，马来西亚吉兰丹州掀起復興救亡运动，当年2月6日，以巴生中华独中的教师代表身份，联合全校14个班级同学代表向吉兰丹中华独中复兴工委会发出支持信。同年，首批丹中学子寄读在她时任教务主任的巴生中华独中。翌年，在当时吉兰丹中华独中复兴运动中担任策划工作的苏天助的邀劝下，率领38名寄读生，回返吉兰丹州哥打巴鲁市的校园，担任吉兰丹中华独立中学复兴后首任校长，在丹中复兴工委会的领导下，配合董事会进行艰巨的复兴救亡工作。复兴初期的丹中百废待兴，郭氏以其有掌校经验，又有编课、教学和督学能力，从而以专才办学，为丹中复兴奠下基础。1988年，丹中由救亡阶段，进入建校阶段，乃退居第二线，任副校长兼教务主任至1995年杪。1996年退休，卸下副校长、教务主任职转任训导主任兼物理导师至1997年杪，1998年初，罹患末期胰脏癌，卸下训导主任职，续任物理导师至2月，2月16日逝世。:8

## 评价
郭氏在50、60年代全球民族獨立運動風起雲湧的背景下:34，投入马来西亚华文教育运动23年，期间全程参与了视为自70年代马来西亚独中复兴运动延伸而来的70年代和80年代两所独中的复兴救亡运动，先后在两所独中最困顿的时候，出任校长、署理校长、教务主任等重要職位。2000年，因“数十年来献身独中，建教与共，无怨无悔，毕生奉献，死而后已，遗爱丹中”，而获马来西亚林连玉基金追颁第十三届林连玉精神奖。

## 言行
1. 苏天助在1985年底征得巴生中华独中董事会同意，邀劝时任教务主任的郭彩兰前往吉兰丹出任校长，经再三要求后，与苏天助约法三章：一、要保证一定要成功复办丹中；她不想做第二闯王李自成，断臂吉兰丹；二、只负责校内教学与办学；三、因交游局限，不可强求她对外。后来临终前，她在病榻上对其三弟说："是天助拖累了我，是天助把我带来吉兰丹"[2]:13-14
2. 复兴初期，学校假期间她都让教师放假休息，自己看守校园，后来有一回董事载她回文冬老家，她因为离开太久，找不到回家的路。[2]:5
3. “自我牺牲是没有什么，以九十年有限之生命，立亿万年不拔之根基，我是可以舍生取义的。我有一股爱国之热血，助人之美德，[要]我一旦为众人牺牲，也在所不辞，只要祖国需要我的话...”截自其日记(1965年6月7日，时大学一年级)[2]:21